# Lander megye
Lander megye az Amerikai Egyesült Államokban, azon belül Nevada államban található. Megyeszékhelye és legnagyobb városa Battle Mountain. Lakosainak száma 5734 fő (2020. április 1.). Lander megye Elko, Churchill, Nye, Eureka, Pershing és Humboldt megyékkel határos.

## Népesség
A megye népességének változása:
| Lakosok száma | 5788 | 5832 | 5907 | 6032 | 5903 | 5734 |
|               | 2010 | 2011 | 2012 | 2013 | 2015 | 2020 |